# Glasnik Advokatske komore Vojvodine
Glasnik Advokatske komore Vojvodine je naučni časopis za pravnu teoriju i praksu koji izdaje Advokatska komora Vojvodine sa sedištem u Novom Sadu. Časopis se objavljuje tromesečno.

## O časopisu
Glasnik Advokatske komore Vojvodine (skraćeno Glasnik AKV) kao stručni časopis pokrenula je 1. juna 1928. godine Advokatska komora za Banat Bačku i Baranju, danas Advokatska komora Vojvodine. On je jedan od najstarijih pravnih časopisa ne samo u Srbiji, već i na području bivše Jugoslavije, koji izlazi kontinuirano. Časopis objavljuje izvorne naučne članke, rasprave, pravne eseje, oglede iz istorije prava, prikaze knjiga, tekstove koji se odnose na pravnu praksu i saopštenja iz rada Advokatske komore Vojvodine. U Glasniku radove objavljuju pre svega naučnici pravnog profila, profesori i asistenti sa pravnih fakulteta, ali i advokati i sudije, kao i drugi pravni stručnjaci, ali i stručnjaci čiji rad se vezuje za pravo.
Na našim prostorima, koji obiluju promenama svih vrsta, održavanje kontinuiteta u izlaženju časopisa bezmalo je nemoguće ostvariti. Iz tih razloga često se navodi da iako nije najstariji pravni časopis u Srbiji Glasnik ipak jeste časopis sa najvećim brojem godišnjih volumena (njih 80). Ova okolnost Glasnik čini časopisom sa najmanje okrnjenim kontinuitetom u izlaženju među pravnim  časopisima starije generacije. Čak i u svojoj obnovljenoj sesiji (počev od 1952. godine pa do danas) Glasnik se kontinuirano objavljuje duže od Braniča (obnovljenog 1976. godine, pod nazivom „Advokatura“) kao i od Anala pravnog Fakulteta u Beogradu (od 1953. godine, pa do danas) i Zbornika Pravnog fakulteta u Novom Sadu (od 1966. godine, pa do danas).

## Istorijat časopisa
Glasnik AKV je tokom svoje istorije izlazio pod različitim nazivima.  Izmene naziva časopisa bile su uslovljene promenama u  nazivu komore koja ga izdaje. Tako je Glasnik nosio sledeća imena: Glasnik Advokatske komore za Banat, Bačku i Baranju, Glasnik Advokatske komore u Novom Sadu, Pravnički Glasnik, Glasnik Advokatske komore u AP Vojvodini, Glasnik Advokatske komore za AP Vojvodinu, i na kraju Glasnik Advokatske komore Vojvodine.
Od 1937. godine pa sve do okupacije Kraljevine Jugoslavije, časopis izlazi pod nazivom Pravnički Glasnik kao zajednički časopis Advokatske komore u Novom Sadu, Javnobeležničke komore i Udruženja Pravnika. Poslednji broj Pravničkog Glasnika objavljaen je neposredno pred početak aprilskog rata, 31. marta 1941. godine.
Nakon oslobođenja, rad Glasnika obnovljen je tek 1952. godine, nakon što su propali pokušaji da  se formira časopis "Jugoslovenski advokat" kao jedinstveni Jugoslovenski pravni časopis posvećen advokaturi.
Ukazom predsedništva SFRJ broj 64 od 12.07.1988. godine, povodom 60-godišnjice izlaženja Glasnik AKV odlikovan je Ordenom zasluga za narod sa srebrnom zvezdom.
Od 1981. godine Glasnik je definisan kao časopis za pravnu teoriju i praksu. Tokom osamdesetih godina sve više pravnih stručnjaka počinje da objvaljuje svoje naučne radove u časopisu. Tako da Glasnik pretežno postaje naučni časopis. U prvoj polovini 1996. godine časopis je i zvanično ustanovio je kriterijume koji važe za rang naučnih publikacija, a od 2004. godine ima status naučnog časopisa, prema kriterijumima Ministarstva za nauku Republike Srbije.
Počev od 2020. godine uredništvo časopisa dodeljuje dve nagrede: Nagradu za pisanu pravnu reč (koja iznosi 100.000 dinara) i Nagradu za najbolji rad proistekao iz istraživanja obavljenog na doktorskim studijama (koja iznosi 150.000 dinara), što predstavlja najveći nagradni fond za naučni članak iz oblasti prava u Republici Srbiji.

## Periodičnost izlaženja i dostupnost časopisa
Od svog osnivanja pa do 2018. godine, časopis je izlazio mesečno sa povremenim dvemesečnim ili tromesečnim izdanjima koji su izlazili kao dvobroji odnosno trobroji.
Počev od 2019. godine časopis izlazi kvartalno kao  martovski, junski, septembarski i decembarski broj.
Od 2012 godine, časopis se nalazi u režimu otvorenog pristupa od kada se paralelno objavljuje i u elektronskom izdanju.
Tokom 2020. godine okončana je digitalizacija časopisa. Svi brojevi časopisa počev od 1928. godine pa do danas dostupni su na web stranici časopisa:    http://www.glasnik.edu.rs/arhiva/ Архивирано на веб-сајту  (22. октобар 2020)

### Uredništvo
Glavni i odgovorni urednik Glasnika je advokat dr Aleksandar Todorović.
Dosadašnji glavni urednici bili su: 
- Dr Kosta Majinski (1928-1932)
- Dr Nikola Nikolić (1933-1936)
- Dr Vasilije Stanković (1936)
- Dr Slavko M. Ćirić (1937)
- Vladimir K. Hadži (1937-1941)
- Milorad Botić (1952-1972)
- Sava Savić (1973-1987)
- Miroslav Zdjelar (1987-1994)
- Slobodan Beljanski (1994-2004)
- Dr Janko Kubinjec (2004-2016)
- Milan Karać (2016-2019)

## Indeksiranje u bazama podataka
1. Scindeks[8]
2. DOAJ[9]
3. DOI Serbia
4. CEEOL[10]

## Spoljašnje veze
- http://www.glasnik.edu.rs
- https://akv.org.rs/
- https://www.youtube.com/watch?v=jQeZ4RV4k0M
- https://www.danas.rs/drustvo/obelezeno-90-godina-glasnika-advokatske-komore-vojvodine/